# هوية
الهوية هي الخصائص والسمات والمعتقدات والقيم المميزة التي تُعرّف الشخص أو المجموعة، وتشكل تفردهم وإحساسهم بالذات. وكلمة «هوية» منسوبة إلى الضمير «هُوَ».
وعرف الشريف الجرجاني في كتابه التعريفات، الهوية بأنها «الحقيقة المطلقة المشتملة على الحقائق اشتمال النواة على الشجرة».